# İskilip

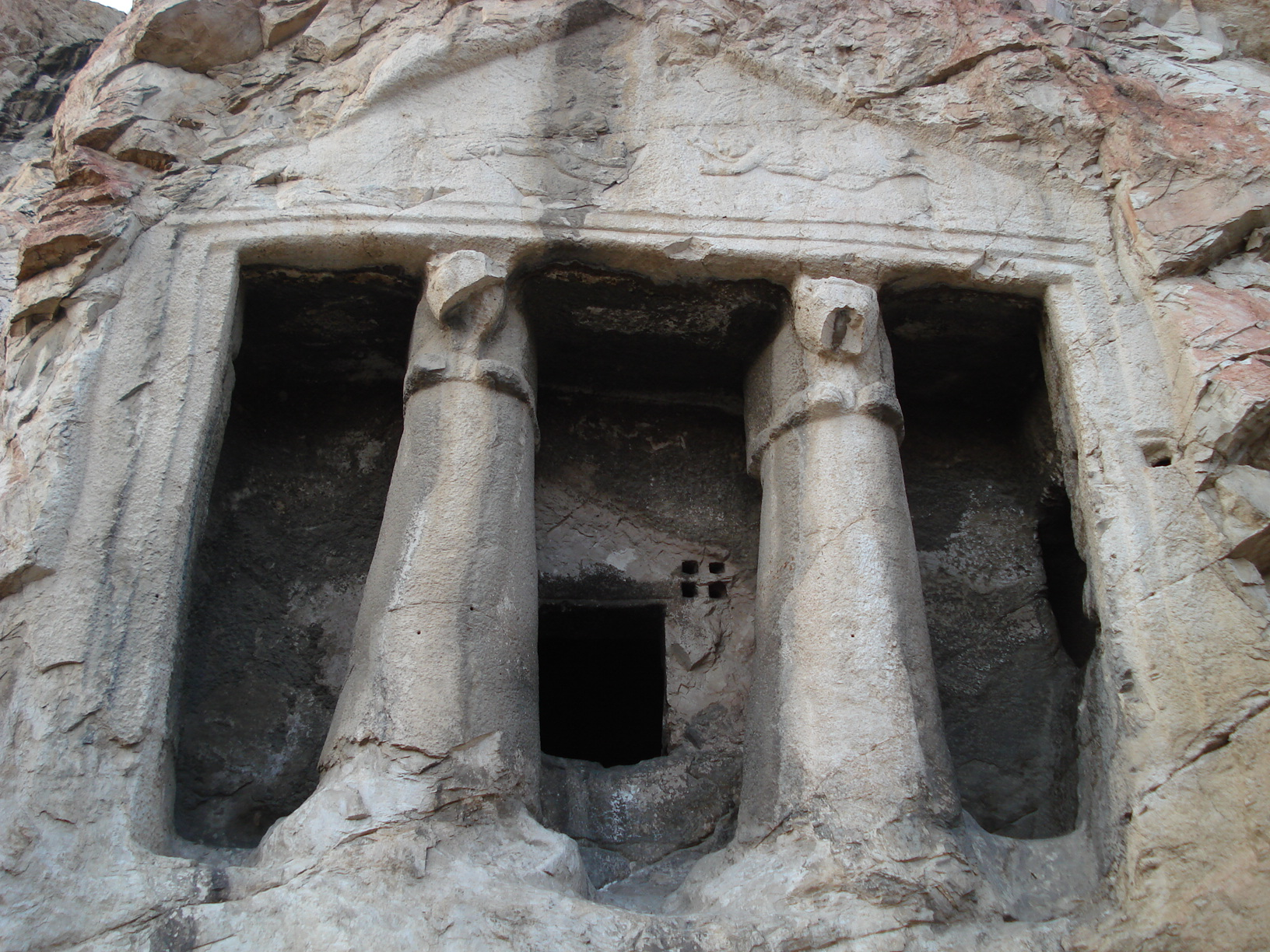
Felsgräber in Iskilip

İskilip ist eine Kreisstadt und ein gleichnamiger Landkreis in der türkischen Provinz Çorum. İskilip hieß in der Antike Asklepios und war Teil Paphlagoniens und später Bithyniens. Die Stadt beherbergt über die Hälfte der Landkreisbevölkerung (2020: 58,5 %).
Der Landkreis İskilip liegt im Nordwesten der Provinz. Er grenzt im Nordwesten an den Kreis Tosya der Provinz Kastamonu. Beginnend im Norden und im Uhrzeigersinn hat der Kreis folgende Nachbarkreise: Kargı, Osmancık, Oğuzlar, den zentralen Landkreis, Uğurludağ und Bayat im Westen. Der Kreis besteht neben der Kreisstadt noch aus 64 Dörfern (Köy) mit durchschnittlich 201 Bewohnern. Aşağı Örenseki ist mit 569 Bewohnern das größte Dorf.

## Persönlichkeiten
- Muḥammad Abū ʾs-Suʿūd (1490–1574), Religionsgelehrter
- İskilipli Atıf Hoca (1875–1926), Hinrichtungsopfer
- İsmail Beşikçi (* 1939), Soziologe und Schriftsteller